# NGC 5367
NGC 5367 je odrazna maglica u zviježđu Centauru.

## Vanjske poveznice
- (engl.) SEDS: NGC 5367
- (engl.) Revidirani Novi opći katalog
- (engl.) Izvangalaktička baza podataka NASA-e i IPAC-a
- (engl.) Astronomska baza podataka SIMBAD
- (engl.) VizieR
- DSS-ova slika NGC 5367  Arhivirana inačica izvorne stranice od 23. veljače 2016. (Wayback Machine)